# Fors (Avesta)
Fors ist eine Ortschaft (Tätort) in der historischen Provinz Dalarna. Sie gehört zur Gemeinde Avesta in der Provinz Dalarnas län in Schweden. Fors ist etwa 10 Kilometer nordöstlich vom Hauptort der Gemeinde, Avesta, entfernt.
Fors liegt zwischen den beiden Seen Sävviken und Forssjön am Riksväg 68. Durch den Ort führt der Länsväg W 736. Der Bahnhof Fors liegt an der Godsstråket genom Bergslagen und bietet tägliche Verbindungen nach Hallsberg, Fagersta und Gävle.